# Philip von Schantz

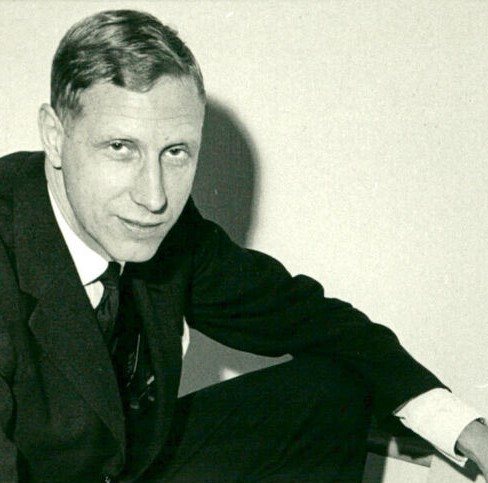
Philip von Schantz fotograferad 1964.

Karl Philip Gunnar von Schantz, född 21 februari 1928 i Sankt Olai församling, Norrköping, död 12 augusti 1998  i Adolf Fredriks församling, Stockholm, var en svensk målare, grafiker och professor i grafisk konst vid Kungliga konsthögskolan.

## Biografi
Han var son till köpmannen Arvid Gunnar Philip von Schantz och Torborg Margareta Samuelsson samt från 1954 gift med Birgitta Monica Rolander. Efter studentexamen inledde han en utbildning till officer men tog strax före officersexamen avsked från aktiv stat. Därefter studerade han från 1949 tre terminer vid Otte Skölds målarskola som följdes av ett halvårs vistelse i Paris där han studerade hos André Lhote. Han var elev vid Kungliga konsthögskolan 1952–1957 där han studerade målning för Hugo Zuhr och grafikstudier vid Skolan för grafisk konst.  
Philip von Schantz var allt sedan sin debut i början av 1950-talet ständigt uppmärksammad som målare och grafiker. Under 1970-talet blev han mycket populär bland allmänheten när han gjorde bilder av bär i stora högar, samt frukter och potatis i gamla lådor och i emaljhinkar. Hans stilleben visade minsta detaljer och mycket naturtrogna framställningar, där "vartenda bär" kunde räknas. Objekten hade han oftast odlat själv eller hittat i naturen.
1988 flyttade han in i sin nya ateljé i Gåsvik vid Väddö kanal. En ny utveckling av hans bilder kom i slutet på 1980-talet där hans krukor och pokaler, ibland med vettar, skapade raffinerade synvillor för betraktaren. Efter något år blev landskapet integrerat i bilderna, ofta enkla röda lador på vida landskap, stilleben och landskapsmåleri samtidigt! Senare utvecklades landskapsbilderna genom en geometrisk lek med former av huskroppar och hustak. 
Hans bilder var ofta mångtydiga och karakteristiskt för hans sätt att arbeta var utnyttjandet av en variant av enpunktsperspektivet, där perspektivlinjerna löpte parallellt och bilden "bredde ut sig" över ytan. Något som också bidrog till bildernas identitet var att skalan i hans stilleben alltid var 1:1.
Philip von Schantz var professor i grafisk konst vid Konsthögskolan 1963–1973 och chef för Moderna museet 1973–1977. Åren 1972–1988 var han ordförande i Föreningen för Grafisk Konst. Mellan 1987 och 1993 var han preses i Konstakademien.
1991 och 1992 illustrerade han Nobeldiplomet för Ronald Coase, Georges Charpak, och Gary S. Becker.
Under sin studie- och aktiva tid tilldelades han ett flertal utmärkelser och stipendier, bland annat vann han första priset 1951 och 1952 i det kamratstipendium som delades ut vid Otte Skölds målarskola och 1954 erhöll han Östgöta konstförenings stipendium och Folket i bilds grafikstipendium som följdes av resestipendium 1955 ur Erik Säffs fond vid Konstakademien samt statliga resestipendium. Separat ställde han ut i Linköping 1956 som följdes av utställningar i bland annat Alingsås, Malmö, Norrköping, Örebro, Laxå, Lund, Halmstad och på Gummesons konsthall. Tillsammans med Sven Deurell och Erik Hallgren ställde han ut i Falköping 1959 och tillsammans med Erland Brand i Stockholm 1964. Han medverkade under några år i Nationalmuseum utställning Unga tecknare och från 1951 i en rad av Östgöta konstförenings salonger samt i Sveriges allmänna konstförenings Stockholmssalonger. Tillsammans med Sidney Nolan ställde han ut på Smithsonian Libraries 1981. Han var representerad i utställningen Svart och vitt som visades på Konstakademien 1955 och utställningen Hav och kust genom 24 svenska målares ögon som visades i samma lokal 1961. Han var en regelbunden utställare i Grafiska sällskapets utställningar i Gummesons konsthall och Lorensbergs konstsalong i Göteborg. Utomlands medverkade han Nordisk grafikunionens utställningar i Oslo och Köpenhamn samt färggrafikbiennalen i Schweiz 1961, vandringsutställningar med svensk grafik i USA och grafikbiennalen i Ljubljana. Han medverkade även i några lösa konstnärsgrupperingar som ställde ut på Galerie Æsthetica och Gummesons konsthall.
Philip von Schantz var vid sin död vid 70 års ålder en känd och folkkär konstnär. År 2000 hyllade Posten AB von Schantz genom två frimärken med hans motiv.

## Representerad (urval)
- Nationalmuseum[4], Stockholm
- Moderna museet[5], Stockholm
- Göteborgs konstmuseum[6]
- Kalmar konstmuseum[7]
- Malmö konstmuseum
- Norrköpings konstmuseum
- Östergötlands museum
- Värmlands museum
- Ystads konstmuseum
- Postmuseum[8]
- Länsmuseet Gävleborg[9]
- Smålands museum[10]
- British Museum[11], London
- Museum of Modern Art[12], New York
- Bradford City Art Gallery, Storbritannien
- Hanaholmen, Helsingfors, Finland
- Nationalmuseet, Island
- Moderna Galerija Rijeka, Kroatien
- Musée du Petit Format, Nismes, Belgien
- Museo Nacional de la Estampa, Mexico City

## Övrigt
- 1959 Biträdande grafiklärare vid Konsthögskolan i Stockholm
- 1962 Föreståndare för grafikskolan
- 1963 Professor i grafisk konst. Ledamot av Konstakademien
- 1967–1993 Styrelseledamot i SAK
- 1969–1972 Konsthögskolans direktör
- 1973–1977 Chef för Moderna museet
- 1983 Tilldelas Prins Eugen-medaljen
- 1987–1992 Preses i Konstakademien